# Bundesstraße 48
Pour les articles homonymes, voir B48 et Route 48.
La Bundesstraße 48 (abrégé en B 48) est une Bundesstraße reliant Bingen am Rhein à Bad Bergzabern.

## Localités traversées
- Bingen am Rhein
- Bad Kreuznach
- Bad Münster am Stein-Ebernburg
- Rockenhausen
- Winnweiler
- Hochspeyer
- Annweiler am Trifels
- Bad Bergzabern